# Universidad Pedagógica de Cracovia
La Universidad Pedagógica de Cracovia (en polaco : Uniwersytet Pedagogiczny im. Komisji Edukacji Narodowej w Krakowie) es una universidad pública de Cracovia, Polonia. Toma su nombre oficial de la Comisión de Educación Nacional creada por el rey polaco Estanislao II Poniatowski en el siglo XVIII.

## Historia
La Universidad fue fundada poco después del fin de la Segunda Guerra Mundial, en mayo de 1946. En un inicio estaba destinada a la formación de profesores de educación primaria, objetivo que en 1949 se amplió a los secundaria. En 1954 se convirtió en colegio superior con un plan de estudios de cuatro años, que posteriormente fue aumentado a cinco. En 1956 la universidad consiguió una gran autonomía y en los años siguientes continuó desarrollándose, como por ejemplo con los primeros cursos de doctorado en 1959. En 1989 la universidad consiguió total autogobierno, en el marco de las transformaciones y reformas que estaba experimentando Polonia con el fin del sistema comunista en el país.